# Michael Ludwig
Michael Ludwig (* 19. prosince 1972 Vídeň, Rakousko) je bývalý rakouský sportovní šermíř, který se specializoval na šerm fleretem. Rakousko reprezentoval v devadesátých letech a v prvním desetiletí jednadvacátého století. Na olympijských hrách startoval v roce 1992, 1996 v soutěži jednotlivců a družstev a v roce 2000 v soutěži jednotlivců. V roce 1992 získal titul mistra Evropy v soutěži jednotlivců. S rakouským družstvem fleretistů vybojoval druhé (2000) a třetí (1998) místa na mistrovství Evropy.